# Budva Challenger 1996
Il Budva Challenger 1996 è stato un torneo di tennis facente parte della categoria ATP Challenger Series nell'ambito dell'ATP Challenger Series 1996. Il torneo si è giocato a Budua in Jugoslavia dal 16 al 23 settembre 1996 su campi in terra rossa.

## Vincitori

### Singolare
Orlin Stanojčev ha battuto in finale  Davide Scala con il punteggio di 7–6, 6–1

### Doppio
Nebojša Đorđević /  Aleksandar Kitinov hanno battuto in finale  Dušan Vemić /  Nenad Zimonjić con il punteggio di 6–3, 6–2